# Хатки (Дрогобычский район)
Хатки (укр. Хатки) — село в Дрогобычской городской общине Дрогобычского района Львовской области Украины.
Население по переписи 2001 года составляло 210 человек. В 2022 году составляло более 200 человек. Занимает площадь 0,404 км². Почтовый индекс — 82151. Телефонный код — 3244.